# Réacteur S2Wa

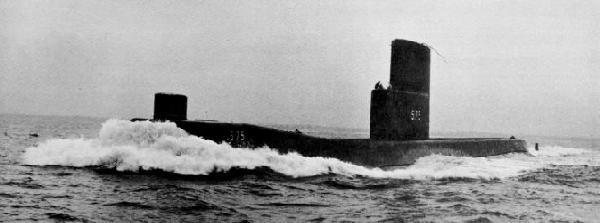
Le Seawolf en mer (date inconnue).

Le S2Wa Reactor est un réacteur nucléaire conçu dans les années 1950 par Westinghouse Electric et utilisé par l’United States Navy pour fournir l’électricité et la propulsion du sous-marin USS Seawolf (SSN-575)
L’acronyme S2Wa signifie :
- S = sous-marin (Submarine)
- 2 = numéro de la génération pour le fabricant
- W = Westinghouse Electric pour le nom du fabricant
- Le « a » indique qu'il s'agit d'une variante de ce type de réacteur[1]

Le réacteur initial de l'USS Seawolf, le réacteur S2G, un réacteur rapide refroidi au sodium a connu des problèmes de corrosion de l'acier inoxydable AISI 347 au niveau du surchauffeur, y provoquant des fuites. Le réacteur a été remplacé par un réacteur S2W à eau pressurisée.
Les turbines à vapeur ont également subi des modifications à la suite du remplacement du réacteur. Tous ces éléments font de ce réacteur un type particulier nommé réacteur S2Wa.